# Hilsprich
Hilsprich ist eine französische Gemeinde mit 840 Einwohnern (Stand 1. Januar 2022) im Département Moselle in der Region Grand Est (bis 2015 Lothringen). Sie gehört zum Arrondissement Sarreguemines und zum Kanton Sarralbe.

## Geografie
Die Gemeinde liegt etwa 20 Kilometer südlich von Forbach. Neben dem Hauptort Hilsprich gibt es die Ortsteile Morsbronn und Castviller.

## Geschichte
Der Ort wurde erstmals 1466 als Hulsperg erwähnt. Weitere Namen waren Hulsszperg (1479), Hulsperge (1544), Hilsperg (1594), Hilsprick (1756) und Hilprich (1801). 

### Bevölkerungsentwicklung
| Jahr      | 1962 | 1968 | 1975 | 1982 | 1990 | 1999 | 2006 | 2019 |
| Einwohner | 664  | 678  | 686  | 723  | 764  | 823  | 893  | 832  |

## Sehenswürdigkeiten
- Kirche Sainte-Croix (Heiligkreuz) von 1730 (Altar und Skulpturen als Monuments historiques klassifiziert)

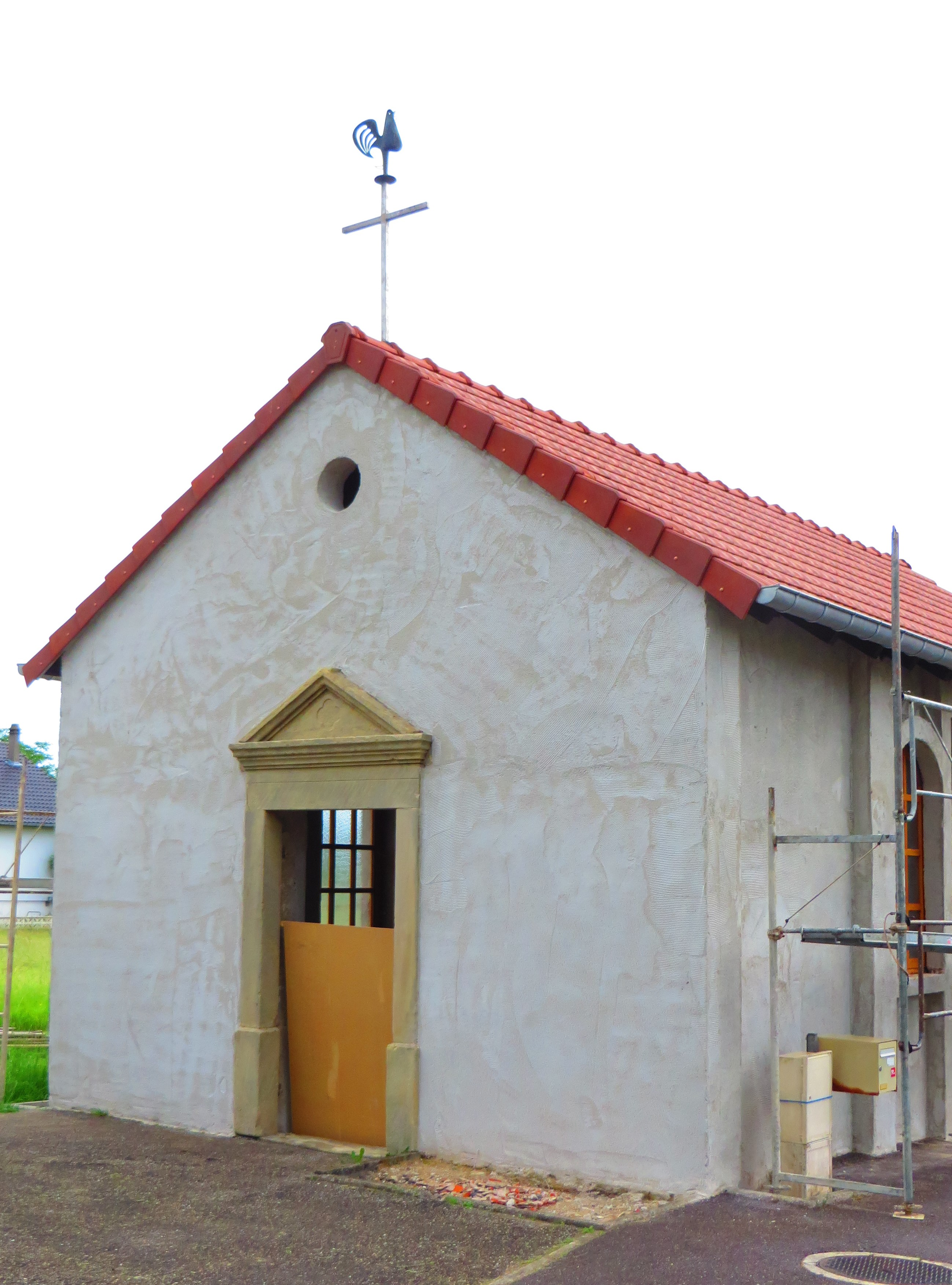
Kapelle Notre-Dame im Ortsteil Castviller
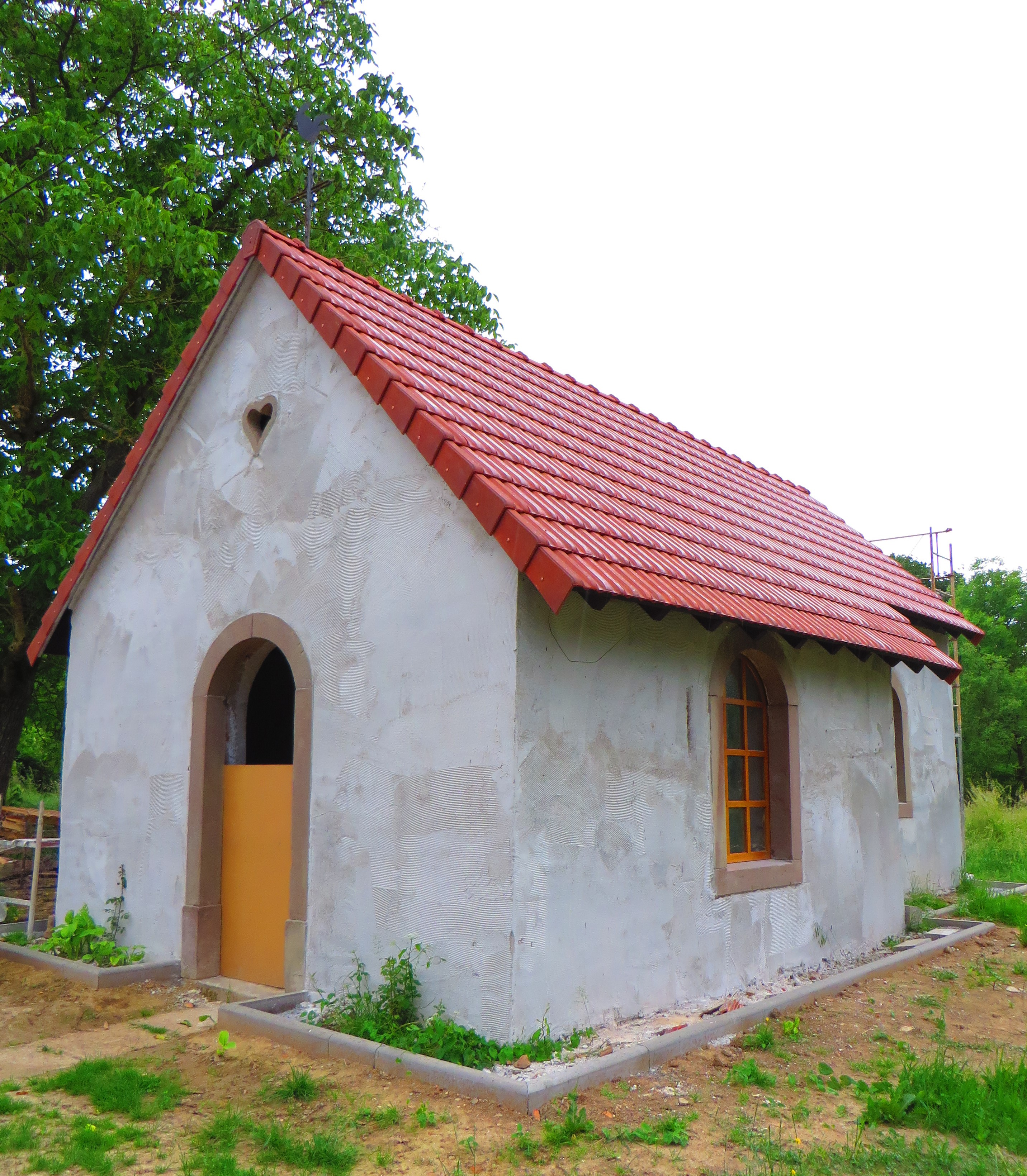
Kapelle Sainte-Anne im Ortsteil Morsbronn